# Aethalura tigris
Aethalura tigris là một loài bướm đêm trong họ Geometridae.